# جورج هامل (رياضياتي)
جورج هامل (بالألمانية: Georg Hamel)‏ (و. 1877 – 1954 م) هو رياضياتي، وعالم تعمية، وأستاذ جامعي ألماني، ولد في دورن، كان عضوًا في الأكاديمية البروسية للعلوم، والأكاديمية الألمانية للعلوم ليوبولدينا، والأكاديمية الألمانية للعلوم في برلين، والأكاديمية البافارية للعلوم والعلوم الإنسانية، توفي في لاندسهوت، عن عمر يناهز 77 عاماً.

## التعليم
تعلم في جامعة غوتينغن، وتعلم في جامعة هومبولت في برلين، وتعلم في الجامعة التقنية الراينية الفستفالية، وتعلم في معهد كارلسروه للتكنولوجيا.